# امامزاده شاه طاهر
امامزاده شاه طاهر مربوط به دوره صفوی است و آقای سید عبدالله حسینی دوست به عنوان متولی اثر مذکور میباشد  و در شهرستان فیروز کوه، بخش مرکزی، روستای مشهد فیروزکوه واقع شده و این اثر در تاریخ ۷ مهر ۱۳۸۱ با شمارهٔ ثبت ۶۳۴۲ به‌عنوان یکی از آثار ملی ایران به ثبت رسیده است.